# Фэннин, Джеймс
Дже́ймс Уо́кер Фэ́ннин, младший (англ. James Walker Fannin, Jr., 1 января 1804 — 27 марта 1836) — американский военачальник, участник войны за независимость Техаса.

## Личная жизнь и карьера
Родился 1 января 1804 года.
В 1821 году Фэннин переехал в Колумбус, штат Джорджия, где устроился торговцем. 1 июля 1824 года Фэннин поступил в Военную академию США в Вест-Пойнте под именем «Джеймс Ф. Уокер». Из Вест-Пойнта он был отчислен за плохую успеваемость, опоздания и прогулы. 17 июля 1829 года женился на Минерве Форт. У них родились две дочери: Джэйми Фэннин (род. 1830) и Элиза (род. 1832). В 1832 году Джеймс Фэннин отправился на конвенцию штата 1833 года, где представлял округ Троупе.

## Техас: 1834—1835
В 1834 году Фэннин с семьёй перебирается в Веласко, в мексиканском штате Коауила-и-Техас (ныне Техас), где он очевидно являлся владельцем плантации. В течение 1835 года он присоединяется к волне растущего сопротивления техасцев против мексиканского правительства. Он пишет письма офицерам армии США (выпускникам академии Вест-Пойнта) с призывами о финансовой помощи и добровольцев делу Техаса. В апреле 1835 года Фэннин отправляется в Новый Орлеан, где он был арестован за неуплаченный долг. Он оставляет залог и возвращается в Техас. В сентябре он был уже действующим добровольцем в техасской армии. 2 октября участвует в битве при Гонсалесе, убеждая Стивена Остина отправить в город помощь. В дальнейшем вместе с Джеймсом Боуи он командует 1-м батальоном 1-й дивизии. По приказу Остина они охраняют территорию и контролируют пути сообщения между городами Гонсалес и Сан-Антонио-де-Бехар. 28 октября 1835 года оба командуют техасским отрядом в битве при Консепсьоне.

## Техас: 1835—1836
В ноябре 1835 года Остин поручает подразделениям Фэннина и Тревиса, в которых насчитывалось до полутора сотен человек перерезать линии снабжения мексиканских гарнизонов. 13 ноября Хьюстон предлагает кандидатуру Фэнина на пост генерального инспектора техасской армии. Фэннин в ответ просит о назначении его бригадным генералом и вверить ему опасный участок. 22 ноября 1835 года Фэннин торжественно покидает ряды добровольческой армии и зачисляется в регулярную армию Техаса. Также ему дозволено вернуться домой и навестить семью.
Главнокомандующий техасскими вооружёнными силами Сэм Хьюстон, при поддержке губернатора Техаса Генри Смита, 7 декабря 1835 года присваивает Фэннину звание полковника регулярной армии. 7 января 1836 года временное правительство назначает «военным представителем» его подчинённым только Верховному Совету, а не Хьюстону. Он начинает собирать войска и амуницию для предстоящего дезориентирующего удара по Матаморосу, штат Тамаулипас. Впрочем, Фэннину было сложно удержать ополченцев под своим контролем. Он пытался привить жёсткую армейскую дисциплину, которую добровольцы не хотели принимать. Многие отзывались о нём, как о холодном и надменном человеке, что позволяет некоторым историкам делать вывод о неэффективности его командования. Большинство людей, служивших у Фэннина, недавно переехали в Техас, что раздражало его и он писал действующему вице-губернатору Джеймсу Робинсону «…из четырёхсот мужчин, находящихся на этом посту, и в его окрестностях, я сомневаюсь чтобы хотя бы 25 были гражданами Техаса».
В начале февраля Фэннин отплывает из Веласко в Копано с четырьмя ротами батальона Джорджии, чтобы соединиться с техасскими силами у Рефухио. К этому времени мексиканские подкрепления под командованием генерала Хосе де Урреа прибывают в Матаморос, что делает техасские планы атаковать город трудновыполнимыми. Фэннин отходит на 25 миль к северу, в Голиад. Там его войска останавливаются в Пресидио-ла-Байя. Полковник начинает укреплять город, и продолжает рассылать своих офицеров для набора рекрутов. «Включать всех кого сможете…»…"чтобы пополнить свои роты, и быть готовыми к скорому сражению".

## Попытка спасти Аламо
Получив (через Джеймса Бонэма) письмо от Тревиса из Аламо, 25 февраля Фэннин решает выступить на помощь вместе с более чем 300 солдат и 4 пушками. После некоторой задержки, 28 февраля, он и его люди отправляются в путь длиною 90 миль до Сан-Антонио-де-Бехар. Попытка деблокировать окружённую крепость была неудачной. Как только войска пересекли реку Сан-Антонио, сломались повозки, а Голиад ещё так и не скрылся из вида. Не хватало пищи, у некоторых из его людей отсутствовала обувь, а быки, тянувшие фургоны, разбрелись за ночь. 6 марта Аламо пал, и все его защитники (около 187 человек) были убиты.
12 марта, Фэннин послал капитана Эмона Батлера Кинга и около 28 человек с повозками, чтобы вывести оставшиеся семьи из Рефухио. Кинг и его люди столкнулись с передовыми частями кавалерии генерала Урреа, путь из Рефухио был отрезан и он укрылся в старой миссии. Местный мальчик пробрался из города и доложил о случившемся Фэннину. Тот отправил на помощь Кингу подполковника Уильяма Уарда и около 120 солдат. Уард рассеял мелкие мексиканские части и остался вместе с Кингом в миссии переночевать, чтобы их люди отдохнули. 14 марта 1836 года Уард и Кинг на обратной дороге были атакованы более чем 200 мексиканскими солдатами генерала Урреа. В тот же день Фэннин получил приказ генерала Хьюстона отступать в Викторию как можно быстрее.

## Битва у ручья Колето
В конце концов, 19 марта Фэннин, так и не дождавшись отрядов Уарда и Кинга, возглавил отступающих техасцев и покинул Президио-ла-Байя (которую он переименовал в форт Дефаэнс), разрушив всё, что нельзя было унести с собой. Фэннин взял с собой девять пушек, более 500 мушкетов и большой груз амуниции и оснащения. Колонна продвинулась приблизительно на шесть миль, когда он отдал приказ остановиться, чтобы животные смогли отдохнуть. Примерно в 3 часа дня мексиканская конница обнаружила войска Фэннина. Техасцы сразу же построились в каре, поставив по углам повозки с пушками для защиты. После ожесточённого сражения, стоившего мексиканцам от 100 до 200 человек убитыми и ранеными, тогда как техасские потери составляли от семи до девяти погибшими и 60 ранеными, Фэннин и его войска, окружённые превосходящими силами противника, сдались в плен. Они были отправлены назад в форт Дефаэнс, где и находились под стражей.
27 марта 1836 года по приказу мексиканского главнокомандующего Санта-Анны Джеймс Фэннин был расстрелян вместе со всеми пленниками.

## Память
- Округа Фаннин, Техас и Фаннин, Джорджия названы в его честь. Окружным центром в техасском Фэннине является город Бонем, носящий это название в честь офицера приходившего за помощью к Джеймсу Фэннину для крепости Аламо.
- Во время Второй мировой войны, около Тайлера, существовал тренировочный и концентрационный лагерь Фэннин, названный в честь Джеймса Фэннина.
- В сериале Восстание Техаса[англ.] (2015 год) роль Фэннина сыграл Роб Морроу.